# Élections générales prince-édouardiennes de 2003
L'élection générale prince-édouardienne de 2003 se déroule le 29 septembre 2003 afin d'élire les 27 députés de l'Assemblée législative de l'Île-du-Prince-Édouard. Il s'agit de la 37e élection générale depuis l'adhésion de l'Île-du-Prince-Édouard à la confédération canadienne en tant que province en 1873. Le Parti progressiste-conservateur du premier ministre Pat Binns est réélu à un troisième mandat majoritaire consécutif, une première dans l'histoire de l'Île.

## Contexte
L'élection est déclenchée le 2 septembre par le premier ministre, qui jouit d'une grande popularité auprès des électeurs. Le scrutin a lieu le 29 septembre, malgré une panne d'électricité qui frappe les deux-tiers de la province et d'autres dégâts causés par l'ouragan Juan.
Le premier ministre, candidat dans la circonscription de Murray River-Gaspereaux, est réélu, de même que son conseil des ministres en entier.
Le Parti libéral parvient à dérober trois sièges aux conservateurs, augmentant leur nombre de sièges à quatre. Le nouveau chef du parti Robert Ghiz (fils de l'ancien premier ministre Joe Ghiz) est l'un de ces nouveaux députés : il parvient à défaire le maire de Charlottetown, George MacDonald, dans la circonscription de Charlottetown-Rochford Square.
Le Nouveau Parti démocratique ne remporte aucun siège ; le chef du parti, Gary Robichaud, est défait par le député progressiste-conservateur sortant dans Wilmot-Summerside.

## Résultats
| Parti | Parti                     | Chef           | # de candidats | Sièges | Sièges | Sièges  | Voix   | Voix    | Voix    |
| ----- | ------------------------- | -------------- | -------------- | ------ | ------ | ------- | ------ | ------- | ------- |
| Parti | Parti                     | Chef           | # de candidats | 2000   | Élus   | % Diff. | #      | %       | % Diff. |
|       | Progressiste-conservateur | Pat Binns      | 27             | 26     | 23     | -11,5 % | 43 712 | 54,02 % |         |
|       | Libéral                   | Robert Ghiz    | 27             | 1      | 4      | +300 %  | 34 347 | 42,44 % |         |
|       | NPD                       | Gary Robichaud | 24             | -      | -      | -       | 2 460  | 3,04 %  |         |
| Total | Total                     | Total          | 78             | 27     | 27     | -       | 80 519 | 100 %   |         |

## Source
- (en) Cet article est partiellement ou en totalité issu de l’article de Wikipédia en anglais intitulé « Prince Edward Island general election, 2003 » (voir la liste des auteurs).
- [PDF] (en) Provincial general election of 2003 — Rapport du Directeur général des élections